# Summer Night City
Summer Night City ist ein Song der schwedischen Pop-Gruppe ABBA. Er wurde von Benny Andersson und Björn Ulvaeus geschrieben. Die Leadvocals werden von allen vier Mitgliedern paarweise abgewechselt bzw. gemeinsam gesungen. Im September 1978 erschien es als erste Single aus den Sessions für das sechste Album der Gruppe; Voulez-Vous. Das Lied handelt vom sogenannten Disco-Leben in einer Großstadt.

## Entstehung
Aufnahmebeginn für Summer Night City war der 29. Mai 1978. Es war das erste Lied, das im neuen Aufnahmestudio von Polar Music produziert wurde, der Arbeitstitel war Kalle Skändare. Bis August, ein Monat vor der Erstveröffentlichung, wurde das Lied noch überarbeitet. Als einer von eher wenigen ABBA-Songs besitzt er einen richtigen Discobeat und pulsierende, treibende Rhythmen. Obwohl Summer Night City später erfolgreich war, waren Andersson und Ulvaeus nie richtig zufrieden damit. Sie betrachteten ihn als Track, der nicht ausgefallen genug war. Obwohl sie alles versucht hatten, von einer Komprimierung bis zur Entnahme einiger Passagen, fehlte ihm ihrer Meinung nach auch danach noch etwas Grundlegendes. Darauf ist wohl auch zurückzuführen, dass dieses ursprünglich für das neue Album geplante Stück letztendlich doch nicht auf dessen Titelliste gesetzt wurde.
Am 22. und 23. August 1978 wurde ein Musikvideo zum Song gedreht.
Die B-Seite, ein Medley aus den Liedern Pick a Bale of Cotton, On Top of Old Smokey und Midnight Special, war schon im Mai 1975 aufgenommen worden. Der Nutzen diente einer westdeutschen Benefiz-Veranstaltung („Stars im Zeichen eines guten Sterns“), dessen Erlöse dem Kampf gegen Krebs zugutekommen sollten.

## Erfolg
Das Ergebnis von Summer Night City war ebenso nicht zufriedenstellend für ABBA, wie die Vorgänger-Single Eagle. Zum einen war es die erste Single, die seit SOS nicht unter die Top 3 in den britischen Charts kam, zum anderen schnitt es auch in Deutschland, Österreich und der Schweiz nicht besonders gut ab. In den Vereinigten Staaten wurde die Single überhaupt nicht veröffentlicht. Schweden, Finnland und Irland waren die einzigen europäischen Länder, in denen Summer Night City die Charts anführte. In Belgien (#2), Mexiko (#10) und Simbabwe (#4) kam es zumindest unter die Top Ten.

## Cover-Versionen
2001 veröffentlichte die schwedische Metal-Band Therion eine Cover-Version des Songs mit dazugehörigem Videoclip. 2004 interpretierte Nils Landgren das Stück für sein Album Funky Abba.